# Percival Proctor Baxter
Percival Proctor Baxter (Portland, Maine, 22 de novembro de 1876 — Portland, Maine, 12 de junho de 1969) foi um político estadunidense, membro do Partido Republicano. Foi o 53.º governador do Maine, entre 1921 e 1925. Foi aluno da Harvard Law School e do Bowdoin College.
Foi membro do Senado do Maine (1909-1910), da Casa de Representantes do Maine (1916-1919) e de novo do Senado do Maine (1919-1921), sendo seu presidente Pro-Tempe in 1921. Foi feroz opositor do Ku Klux Klan.
Foi um grande impulsionador do Parque Estatal Baxter e da preservação do Monte Katahdin, o ponto mais alto do Maine, cujo local mais elevado se designa Baxter Peak em sua homenagem.